# Zahodni Kongo
Zahodni Kongo, z uradnim imenom Republika Kongo, (znan tudi kot Srednji Kongo, Kongo-Brazzaville in Kongo; ne smemo ga zamenjevati z večjo vzhodno sosedo Demokratično republiko Kongo, bivšim Zairom) je država na zahodni obali Srednje Afrike, zahodno od reke Kongo. Na zahodu meji na Gabon, na severu na Kamerun in Srednjeafriško republiko, na vzhodu in na jugu na Demokratično republiko Kongo, ter na jugozahodu na angolsko eksklavo Cabinda in na Južni Atlantski ocean. Glavno mesto države je Brazzaville. Prebivalstvo se ukvarja s pridelovanjem banan, sisala in oljnih palm.

## Zgodovina
Ozemlje so že pred 3000 leti naselila bantujska plemena, ki so v kotlini reke Kongo ustanovila več kraljestev in vzpostavila trgovinsko omrežje. Leta 1484 je ustje reke Kongo dosegel portugalski raziskovalec Diogo Cão. Po stoletjih transatlantske trgovine (z blagom in sužnji) s središčem na območju Konga se je v 19. stoletju začela evropska kolonizacija rečne delte Konga. Leta 1880 je bila sklenjena pogodba med Pierrom de Brazzo in kraljem Makoko plemena Bateke, s katero je ozemlje prešlo pod francosko upravo. Do leta 1958 je bil Kongo del nekdanje francoske kolonije Francoska Ekvatorialna Afrika.
Republika Kongo je bila ustanovljena 28. novembra 1958 in je razglasila neodvisnost od Francije leta 1960. Leta 1961 je prišlo do marksističnega vojaškega prevrata in leta 1969 do preimenovanja v Ljudsko republiko Kongo. Po razpadu Sovjetske zveze se je država postopno premikala proti večstranskarskem sistemu in leta 1992 je zavladala prva demokratično izvoljena vlada. Kratka državljanska vojna je leta 1997 na oblasti obnovila bivšega marksističnega predsednika Denisa Sassou-Nguessa.